# Yala (Thaïlande)
Pour les articles homonymes, voir Yala.
Pour la province de Thaïlande, voir Province de Yala.
Yala (thaï ยะลา) est une ville de la région Sud de la Thaïlande, capitale de la Province de Yala.

## Histoire
Yala fit partie du Royaume de Patani. À la chute d'Ayutthaya (1767), elle prit son indépendance, comme les autres villes du sud. Elle ne fut réintégrée à la Thaïlande qu'une quarantaine d'années plus tard.
Récemment, elle a souffert de l'insurrection malaise dans la région.